# CD-Wechsler
Ein CD-Wechsler ist:

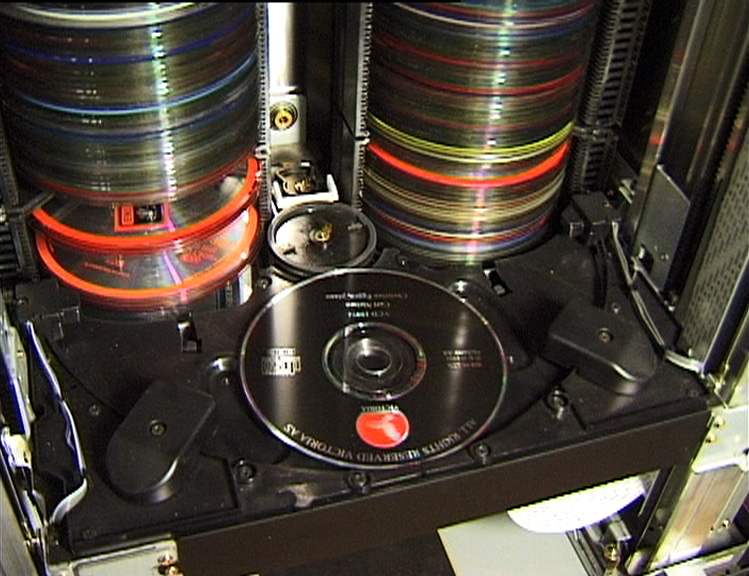
Professioneller CD-Wechsler im Dienste des Norwegischen Digitalradiosenders „NRK Alltid Klassisk“

CD-Wechsler für 100 CDs

- zum einen CD-Spieler mit einer mechanischen Vorrichtung, die das Abspielen mehrerer Audio-CDs hintereinander ermöglicht, ohne dass der Anwender dazu einen manuellen Wechsel tätigen müsste. CD-Wechsler sind im Heimbereich ebenso anzutreffen wie zur Laden- und Gaststättenbeschallung und in Kraftfahrzeugen.
- des Weiteren ein CD-ROM-Laufwerk mit einer mechanischen Vorrichtung, die das Abspielen mehrerer CD-ROMs hintereinander ermöglicht, ohne dass der Anwender dazu einen manuellen Wechsel tätigen müsste. Sie existierten ausschließlich in den 1990er Jahren und finden heute keine Verwendung mehr.

Die Geräte sind mit einem Magazin ausgestattet, in das der Nutzer seine CD-Kollektion (ohne Hüllen) einsortiert. Die meisten CD-Wechsler haben eine Vorrichtung, die leere CD-Fächer ignoriert. So ist es nicht unbedingt notwendig, die gesamte Kapazität, die von 50 bis 400 CDs reichen kann, voll auszuschöpfen. Neuere Geräte ermöglichen das Abspielen mehrerer CD- und auch DVD-Formate. Die Geräte werden neben dem Heimgebrauch auch in Geschäften, Restaurants und Bars verwendet. Insoweit dürfen CD-Wechsler als Nachfolger der klassischen Jukebox angesehen werden. Durch den großen Erfolg der Musikspeicherung und -wiedergabe im MP3-Format verlieren sie allerdings sowohl im privaten wie im professionellen Bereich an Bedeutung.

## Audio-CD-Wechsler

### Variationen

Geöffneter CD-Wechsler mit Abspielwerk (links) und Karussellmagazin (rechts)

Bei der einfachsten und frühesten Variante des CD-Wechslers besteht das sogenannte Magazin aus einer Drehscheibe, die ungefähr die Größe einer Langspielplatte hat. In ihr sind drei oder fünf Vertiefungen eingelassen, in welche die CDs eingelegt werden. Der Transport zum Abspiellaufwerk erfolgt motorisch gesteuert.
Eine weitere Variation stellt die Magazinbauweise dar, bei der fünf bis zehn CDs übereinander in ein aus Kunststoff bestehendes Magazin gelegt werden, welches dann als Ganzes in den eigentlichen CD-Spieler geführt wird. Diese Bauweise ist typisch für Autoradios mit separatem CD-Wechsler.

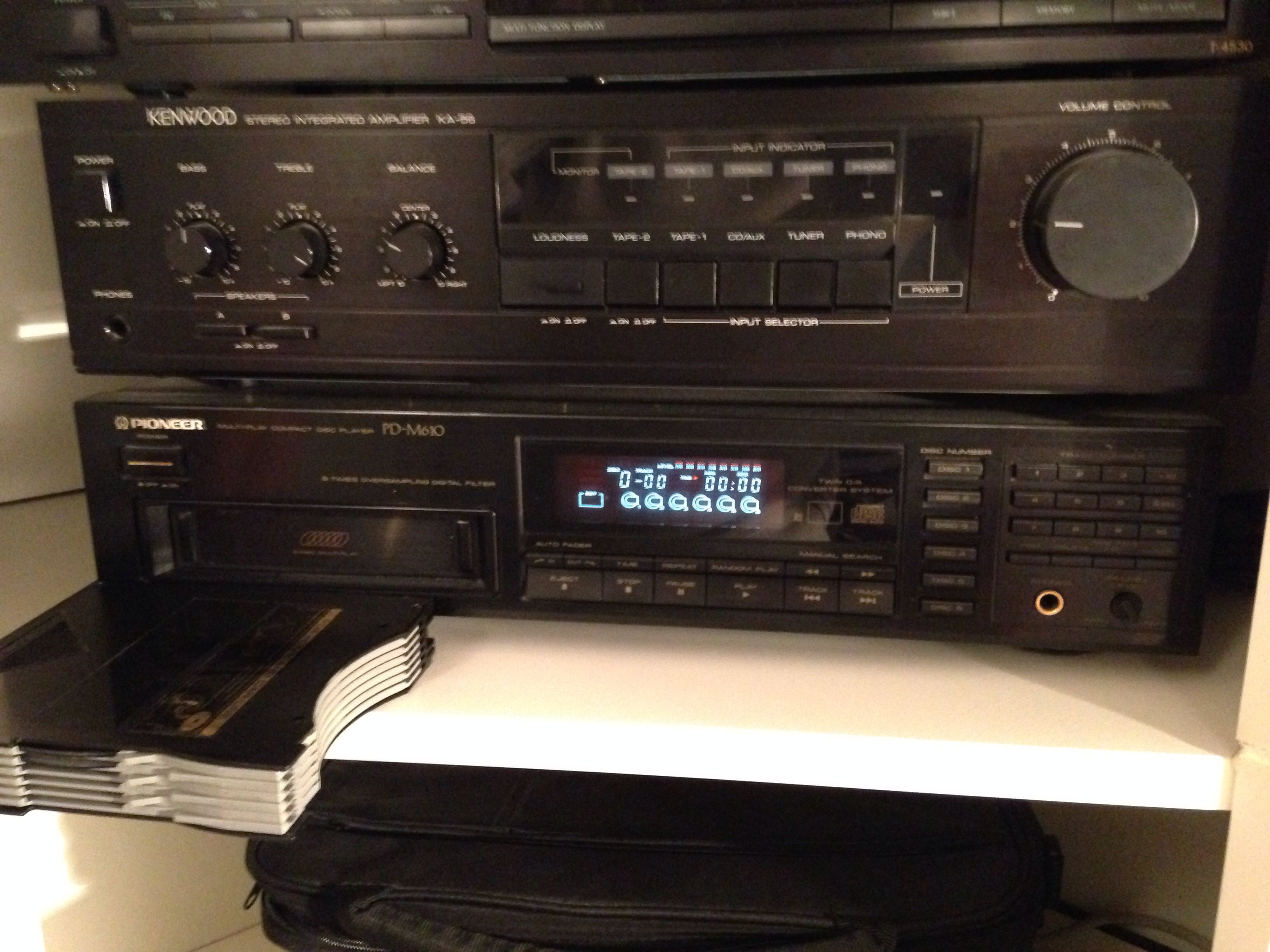
Sechsfach-CD-Wechsler, vorne das CD-Magazin

Die so genannten Karussell-Modelle für den Heimgebrauch können zwischen 50 und 400 CDs aufnehmen. Die CDs werden dabei vertikal in ein Rundmagazin gestellt und motorisch zum ebenfalls vertikal eingebauten Abspielgerät transportiert (siehe Foto). Der Vorteil dieses Systems liegt in den schnellen Zugriffszeiten, weil das Magazin bei Bedarf schneller oder langsamer drehen kann.
Bei einer weiteren Wechsler-Variante werden die CDs ebenfalls vertikal, dafür aber in einer Reihe deponiert. Dabei fährt das CD-Laufwerk mechanisch zur jeweiligen CD, wodurch das CD-Magazin keine mechanische Beanspruchung wie beim Karussell-Magazin erfährt. Dies gilt als noch schonender für das Medium, die Zugriffszeiten werden allerdings länger.
Das von der NSM in deren Musikautomaten angebotene und auch für den Heimgebrauch erhältliche System lagert die CD liegend im jeweils eigenen Caddie. Hierdurch ist der Schutz der CD besonders hoch und die Zugriffszeiten liegen zwischen 1,5 und 7,5 Sekunden.

### Organisation
Das Archivieren einer Vielzahl von CDs bedarf zahlreicher Unterstützungen seitens des Gerätes, verlangt aber auch vom Anwender ein gewisses Organisationstalent und entsprechende Sorgfalt. Die einmalige Einrichtung eines CD-Wechslers ist, je nach Kapazität, sehr zeitaufwendig. Das Gerät sollte über die technische Vorrichtung verfügen, CDs namentlich bezeichnen zu können. Dies macht ein späteres Auffinden einfach. Manche Geräte erlauben sogar die Möglichkeit, jeden einzelnen Titel zu benennen. Zur Unterstützung dieser Vorrichtung können sie mit einer Standard-PC-Tastatur verbunden werden. Die Unterteilung der gesamten Kapazität in verschiedene Stilrichtungen erlaubt das gezielte Abspielen von CDs, welche dieser zugeordnet wurden. Dadurch wird beispielsweise verhindert, dass während einer Geburtstagsparty eine Mozartarie erklingt. Verfügt ein CD-Wechsler über die vorgenannten Vorrichtungen nicht, muss unter Umständen von Hand eine Auflistung gefertigt werden, um die eingelegten CDs überhaupt wiederfinden zu können.

### Erweiterte Funktionen gegenüber regulären CD-Spielern
Das normale Abspielen einer CD ist auch mit dem CD-Wechsler wie gehabt möglich. Um jedoch einen Vorteil gegenüber regulären Geräten zu haben, sind CD-Wechsler meist mit sehr bequemen Zusatzfunktionen ausgerüstet. Die Wiedergabe des gesamten Vorrats, oder nur einer besonderen Stilrichtung zugeordneten CDs, die Zufallswiedergabe einzelner Titel aus dem gesamten Vorrat, die Erstellung komplexer Programme, bestehend aus verschiedenen Titeln mehrerer CDs, das dauerhafte Herausfiltern weniger ansprechender Titel aus einer CD und die Möglichkeit, ein aus mehreren CDs bestehendes Gesamtwerk ohne Unterbrechung spielen zu können, gehören zu den sinnvollen Einrichtungen eines CD-Wechslers.

### Vorteile

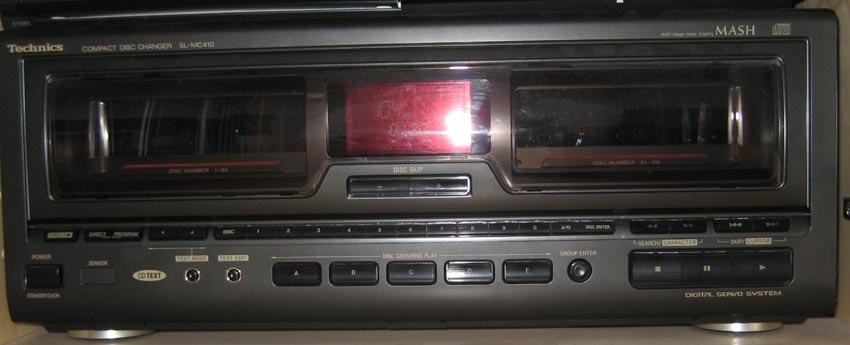
Technics CD-Wechsler für 110 CDs, ca. 1996

Neben den bereits erwähnten zusätzlichen Funktionen, welche die meisten Geräte bereitstellen, gehört der schonende Umgang mit dem Medium zu den größten Vorteilen, weil die CDs staub- und lichtgeschützt in der empfohlenen, vertikalen Lage aufbewahrt werden. Die meisten Beschädigungen von CDs erfolgen durch unsachgemäße Handhabung, die beim Einlegen in das Abspielgerät entstehen. Derartige Beschädigungen werden durch die Anwendung eines CD-Wechslers verlässlich vermieden. Dadurch erhöht sich der Wert einer CD-Sammlung entsprechend.

### Nachteile

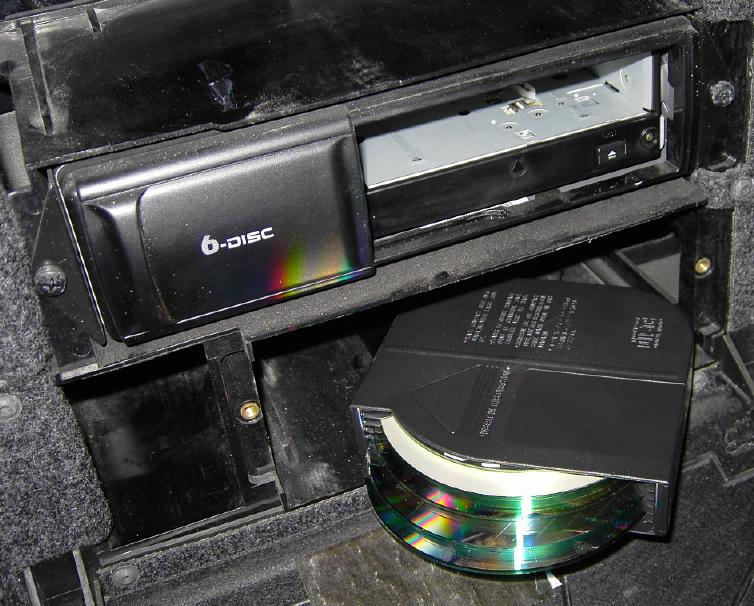
CD-Wechsler für das Auto, im Kofferraum platziert

CD-Wechsler sind recht aufwendige Apparaturen. Dazu kann schon das Reinigen der Linse gehören, welches bei einem gewöhnlichen Gerät vielfach vom Anwender selbst ausgeführt werden kann. Der Aufwand zur Archivierung und Einrichtung des CD-Wechslers ist hoch. Das Abspielen einzelner, beispielsweise ausgeliehener CDs ist bei vollem Magazin umständlich, wenn nicht eine separate Zuführung für einzelne CDs zur Ausstattung gehört.

## CD-ROM-Wechsler

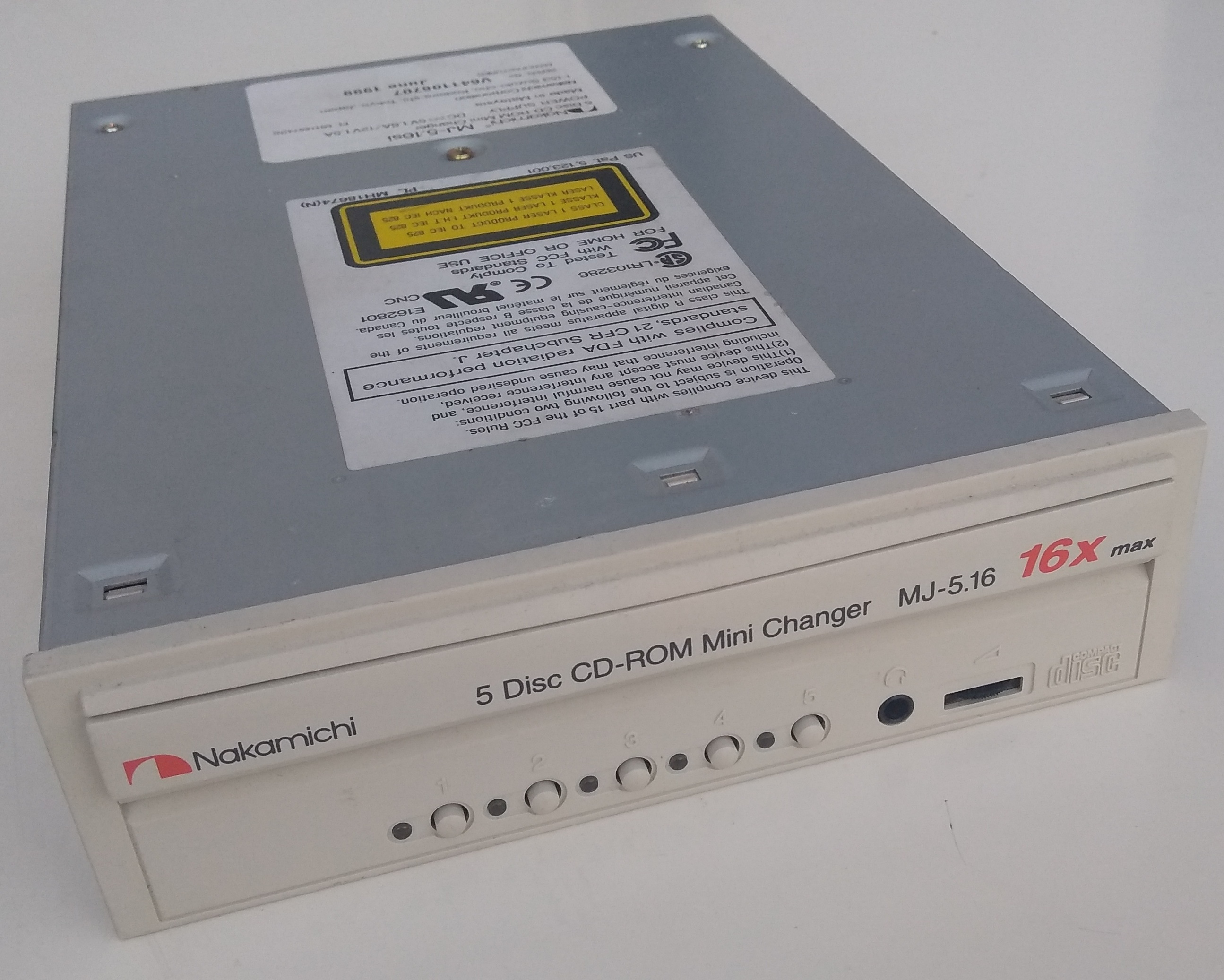
5-fach CD-Wechsler MJ-5.16 von Nakamichi

CD-ROM-Wechsler existierten Anfang der 1990er als interne oder externe Lösung, angesprochen über die IDE- oder SCSI-Schnittstelle. Die SCSI-Schnittstelle bot die Möglichkeit über die LUN jede einzelne CD direkt anzusprechen. Bei IDE-Laufwerken erfolgte dies ausschließlich über die Wahltasten am Gerät und spezielle Gerätetreiber.
Interne Wechsler wurden als 5,25″-Laufwerke angeboten und boten Platz für bis zu sechs CDs; externe Geräte und vor allem spezielle Jukeboxen fassten auch mehrere hundert CDs. Diese verfügten zum Teil auch über mehrere CD-Laufwerke und CD-Brennern.

Mit der Verfügbarkeit von Festplatten mit Kapazitäten von mehreren Gigabyte wurden diese Systeme überflüssig. Sie wurden zum Teil durch Wechslersysteme für DVDs und später durch welche für Blu-ray Discs ersetzt.
| Hersteller | Bezeichnung | Anschluss | Typ    | Anzahl CDs | CD- Aufnahme | Lese- geschw. |
| ---------- | ----------- | --------- | ------ | ---------- | ------------ | ------------- |
| Pioneer    | DRM-600A    | SCSI      | extern | 6          | Magazin      | 01×           |
| Pioneer    | DRM-602X    | SCSI      | extern | 6          | Magazin      | 02×           |
| Pioneer    | DRM-604X    | SCSI      | extern | 6          | Magazin      | 04×           |
| Pioneer    | DRM-1804X   | SCSI      | extern | 3×6        | Magazin      | 04×           |
| Pioneer    | DRM-6NX a   | SCSI      | extern | 6          | Magazin      | 24×           |
| Nakamichi  | MBR-7       | SCSI      | extern | 7          | Schublade    | 02×           |
| Nakamichi  | MBR-7.4     | SCSI      | extern | 7          | Schublade    | 04×           |
| Nakamichi  | MJ-4.4      | SCSI      | intern | 4          | Slot-In      | 04×           |
| Nakamichi  | MJ-4.8      | SCSI      | intern | 4          | Slot-In      | 08×           |
| Nakamichi  | MJ-5.16     | SCSI      | intern | 5          | Slot-In      | 16×           |
| TEAC       | CD-C68E     | IDE       | intern | 6          | Slot-In      | 08×           |
| NEC        | CDR-C251    | IDE       | intern | 4          | Slot-In      | 04×           |
| NEC        | CDR-4300A   | IDE       | intern | 4          | Slot-In      | 06×           |
| Panasonic  | SQ-TC500N   | IDE       | intern | 5          | Magazin      | 04×           |
| Panasonic  | SQ-TC510N   | IDE       | intern | 5          | Magazin      | 10×           |